# میان‌ده (آمل)
میان ده روستایی در دهستان لاریجان سفلی بخش لاریجان شهرستان آمل استان مازندران ایران است.

## جمعیت
بر پایه سرشماری عمومی نفوس و مسکن در سال ۱۳۹۵ جمعیت این مکان ۴۳ نفر (۱۵خانوار) بوده‌است.